# The Shadow
The Shadow ili Senka je naziv zbirke serijalizovanih drama, prvobitno romana žute štampe tokom 1930-ih, a potom u raznim medijima. Njegov naslovni lik predstavljen je na radiju, u dugogodišnjoj seriji časopisa u žutoj štampi, u američkim stripovima, televiziji, serijama, video-igrama i najmanje pet igranih filmova. Radio-drama je uključila epizode koje je objavio Orson Vels.
Prvobitno tajanstveni pripovedač radio emisije, Senka je 1931. godine razvijen u prepoznatljiv književni lik pisca Voltera B. Gibsona.
The Shadow je debitovao 31. jula 1930. kao tajanstveni pripovedač radio programa Sat detektivske priče, koji je razvijen kako bi se povećala prodaja Strit & Smitovog mesečnog pulpnog časopisa Detectivske priče. Kada su slušaoci programa počeli da traže na novinskim štandovima primerke detektivskog časopisa „The Shadow”, izdavačka kuća je odlučila da formira časopis baziran na tom liku, i angažovali su Gibsona da kreira koncept lika koji će odgovarati imenu i glasu, i da piše priču koja će sadržiti taj lik. Prvi broj The Shadow Magazine pojavio se u prodaji 1. aprila 1931. godine.
Dana 26. septembra 1937. radio drama The Shadow, nova radio serija zasnovana na liku koji je Gibson kreirao za novoformirani časopis, premijerno je izvedena sa pričom „Spasavanje kuće smrti”, u kojoj je Senka okarakterisan kao osoba koja ima „moć zamagljivanja ljudskih umova tako da ga ne mogu videti”. U pričama časopisa, Senki nije bila data doslovna sposobnost da postane nevidljiv.
Uvod iz radio emisije The Shadow „Ko zna kakvo zlo vreba u srcima ljudi? Senka zna!” (engl. Who knows what evil lurks in the hearts of men? The Shadow knows!), u kojoj je glas davao glumac Frank Ridik, stekao je status američkog idioma. Ove reči bi pratio je zloban smeh i muzička tema, Kamija Sen-Sansa Le Rouet d'Omphale („Omfalov rulet”, komponovana 1872). Na kraju svake epizode, Senka bi podsetio slušaoce da „korov zločina donosi gorke plodove! Zločin se ne isplati. Senka zna!” (Neke rane epizode koristile su alternativnu izjavu: „Kako ste posejali zlo, tako ćete i žeti zlo! Zločin se ne iplati ... Senka zna!“)

## Istorija publikacije

### Poreklo imena lika
Da bi povećali prodaju svog časopisa Detective Story Magazine, izdavačka kuća „Strit & Smit publikacije” je angažovala Dejvida Krismana, iz reklamne agencije Ratrauf & Rajan, i pisca-režisera Vilijama Svitsa da adaptiraju priče iz časopisa u radio-seriju. Krisman i Svits su smatrali da misteriozni pripovedač sa zluradnim glasom treba da bude zastupljen u budućoj seriji, i počeli su da tragaju za podesnim imenom. Jedan od njihovih scenarista, Hari Engman Čarlot, predložio je razne mogućnosti, poput „Inspektora” ili „Detektiva”. Čarlot je zatim predložio idealno ime za fantomskog najavljivača: „Senka”.
Počevši od 31. jula 1930. godine, „The Shadow” je bilo ime koje je nosio misteriozni pripovedač „Sata detektivske priče”. Naratoru je u početku glas pozajmljivao Džejms Lakarto, koga je nakon četiri meseca zamenio plodan glumački lik Frank Ridik mlađi. Epizode su stvarane polazeći od sadržaja časopisa Detektivske priče, koji je objavljivalo preduzeće Strit & Smit, „najstariji i najveći nacionalni izdavač pulp časopisa”. Mada se izdavačka kuća nadala da će radio-emisije pospešiti opadajuću prodaju magazina, rezultat je bio sasvim drugačiji. Slušaoci su zluradog najavljivača smatrali mnogo privlačnijim od nepovezanih priča. Oni su ubrzo počeli da traže od prodavaca novina kopije „detektivskog časopisa Senka”, iako on nije postojao.

### Stvaralaštvo kao osoben književni lik
Prepoznajući potražnju i brzo reagujući, menadžer cirkulacije Henri Vilijam Ralston iz Strit & Smita je naručio Voltera B. Gibsona da počne da piše priče o „Senci“. Koristeći pseudonim Maksvel Grant i tvrdeći da su priče „iz privatnih anala Senke“, kako su mu ispričane, Gibson je napisao 282 od 325 priča u narednih 20 godina: priču dužine romana dva puta mesečno (1. i 15). Prva proizvedena priča bila je „Živa senka“, objavljena 1. aprila 1931. godine.
Gibsonova karakterizacija Senke je postavila temelje za arhetip superheroja, uključujući stilizovane slike i naslove, pomoćnike, superzlikovce i tajni identitet. Odeven u crno, Senka je delovao uglavnom po mraku kao osvetnik u ime pravde, zastrašujući kriminalce u ranjivost. Sam Gibson je tvrdio da su književne inspiracije koje je crpio bile Drakula Brema Stokera i „Kuća i mozak” Edvarda Bulver-Litona. Još jedna moguća inspiracija za Senku je francuski lik Judeks; prva epizoda originalnog Judeks filmskog serijala objavljena je u Sjedinjenim Državama kao The Mysterious Shadow, a Judeksov kostim je sličan kostimu Senke. Francuski istoričar stripa Gzavije Furnije primećuje i druge sličnosti sa drugom nemom serijom, The Shielding Shadow, čiji je protagonista imao moć nevidljivosti, i smatra da je Senka mešavina između dva lika. Tokom 1940-ih, neki stripovi iz senke su u Francuskoj prevedeni kao Judeksove avanture.
Zbog velikog truda koji je uložen u pisanje dva romana u punoj dužini svakog meseca, angažovano je nekoliko gostujućih pisaca da napišu povremene epizode kako bi olakšali Gibsonov posao. Među tim gostujućim piscima su bili Lester Dent, koji je takođe napisao priče o Doku Sevidžu, i Teodor Tinsli. Krajem 1940-ih, pisac misterioznih romana Brus Eliot (takođe mađioničar) privremeno je zamenjvao Gibsona kao primarnog autora pulp serije. Ričard Vormser, čitalac za Strit & Smit, napisao je dve priče o Senci. Za kompletnu listu romana Strit i Smita o Senci, pogledajte članak spisak priča o Senki.

### Novi početak Belmont knjiga
The Shadow Magazine je prestao da izlazi sa izdanjem za leto 1949. godine, ali Valter B. Gibson je napisao tri nove „zvanične“ priče između 1963. i 1980. Prva je započela novu seriju od devet romana s mekim povezom na masovnom tržištu u izdanju Belmont Books-a. U ovoj seriji, Senki su date psihičke moći, uključujući sposobnost radio-lika da „zamuti umove ljudi“, tako da je on efektivno postao nevidljiv počevši od Povratka senke pod svojim imenom. Preostalih osam romana u ovoj seriji, The Shadow Strikes, Shadow Beware, Cry Shadow, The Shadow's Revenge, Mark of The Shadow, Shadow Go Mad, Night of The Shadow, i The Shadow, Destination: Moon, napisao je Denis Linds, ne Gibson, pod pseudonimom Maksvel Grant.
Druga dva Gibsonova dela su bile novele „Zagonetka o rubinu iz Ranguna“, objavljene 1. juna 1979. u The Shadow Scrapbook i „Blackmail Bay“, objavljen 1. februara 1980. u The Duende History of The Shadow Magazine.

### Književni nastavci i novi počeci
Senka se vratio 2015. u autorizovanom romanu The Sinister Shadow, delu serije Wild Adventures of Doc Savage izdavačke kuće Altus pres. Roman, koji je napisao Vil Marej, koristio je neobjavljeni materijal koji je 1932. godine napisao autor Dok Savidž tvorac Lester Denta i objavljen je pod pseudonimom Keneth Robeson. Smešten u 1933. godinu, priča detaljno opisuje sukob između dve ikone pulp časopisa tokom talasa zločina izazvanog ubilačkim krugom kidnapovanja i iznude predvođenog misterioznim kriminalnim mozgom poznatim kao direktor pogreba.
Nastavak, Empire of Doom, objavljen je 2016. i dešava se sedam godina kasnije, 1940. Stari neprijatelj Senke, Šivan Kan, napada svog omraženog protivnika. Dok Savidž udružuje snage sa Senkom kako bi pobedio Kana u romanu Dok Savidž koji je napisao Vil Marej, po konceptu Lestera Denta.
Godine 2020, Džejms Paterson Entertajnment i Kondi Nast Entertajnment najavili su novu seriju koju su napisali Džejms Paterson i Brajan Sits. Aranžman takođe uključuje potencijalne ekranizacije ovih romana. Prvi roman, The Shadow, objavljen 2021. godine, služi kao nastavak sa nekim elementima naučne fantastike, dovodeći Lamonta Krenstona iz 1937. u 2087. da se bori protiv Šivana Kana u futurističkom Njujorku.

## Filmovi
Lik Senke je adaptiran za kratke i regularne filmove.

### Kratki filmovi o Senci (1931–1932)
Godine 1931. i 1932. Brajan Fojeva produkcija je kreirala, a Universal Pictures distribuirao seriju od šest kratkih filmova baziranih na popularnom radio programu Sat detektivske priče, koji je pripovedao Senka. U kratkim filmovima je bio glas Frenka Redika mlađeg, koji je glumio Senku u radijskom programu. Šest filmova su: A Burglar to the Rescue (© 22. jul 1931), Trapped (© 21. septembar 1931), ZSealed Lips (© 30. oktobar 1931), House of Mystery (© 11. decembar 1931), The Red Shadow (© 12. januar 1932) i The Circus Show-Up (© 27. januar 1932).

## Literatura
- Cox, J. Randolph (1998). Man of Magic & Mystery: A Guide to the Work of Walter B. Gibson. Scarecrow Press. ISBN 0-8108-2192-3.. . (Comprehensive history and career bibliography of Gibson's works.)
- Eisgruber, Frank, Jr. (1985). Gangland's Doom: The Shadow of the Pulps. Starmont House. ISBN 0-930261-74-7.
- Gibson, Walter B., and Anthony Tollin (1979). The Shadow Scrapbook. Harcourt Brace Jovanovich. ISBN 0-15-681475-7.. . (Comprehensive history of The Shadow in all media forms up through the late 1970s.)
- Goulart, Ron (1972). Cheap Thrills: An Informal History of the Pulp Magazine. Arlington House. ISBN 0870001728..
- Murray, Will (1980). Duende History of The Shadow Magazine. Odyssey Publications. ISBN 0-933752-21-0.
- Overstreet, Robert (2005). The Official Overstreet Comic Book Price Guide (35th изд.). House of Collectibles. ISBN 0-375-72107-X.. (Lists all Shadow comics published to date.)
- Sampson, Robert (1982). The Night Master. Pulp Press. ISBN 0-934498-08-3.. .
- Shimfield, Thomas J (2003). Walter B. Gibson and The Shadow. McFarland & Company. ISBN 0-7864-1466-9.. (Comprehensive Walter Gibson biography with an emphasis on The Shadow.)
- Steranko, James. Steranko's History of the Comics, Vol. 1, Supergraphics, 1970. No ISBN.
- Steranko, James (1972). Steranko's History of the Comics, Vol. 2. Supergraphics., 1972. No ISBN.
- Steranko, James. Unseen Shadows., Supergraphics, 1978. No ISBN. (Collection of Steranko's detailed black-and-white cover roughs, including alternate/unused versions, done for the Shadow novel reprints from Pyramid Books and Jove/HBJ.)
- Van Hise, James. The Serial Adventures of the Shadow.. Designed and edited by Hal Schuster. Las Vegas: Pioneer Books, 1989. OCLC 166327164.

## Spoljašnje veze
- The Shadow on IMDb